# Дюпанлу, Феликс-Антон
Феликс-Антон Дюпанлу (1802—1878) — французский проповедник и писатель.
Профессор Сорбонны, директор парижской семинарии св. Николая, где учился Ренан (его воспоминания о Дюпанлу в «Souvenirs d’enfance et de jeunesse», Париж, 1883); сначала аббат, с 1849 г. епископ орлеанский (позже архиепископ); член французской академии, где он всеми силами противился избранию Литтре; усердный сотрудник клерикальных газет; один из главных авторов закона 1850 г. о народном образовании.
На Ватиканском соборе 1870 г. сначала принадлежал к оппозиции, потом присоединился к защитникам догмата о непогрешимости. Был членом национального собрания 1871—1875 гг.; упорно противился введению светского и обязательного начального обучения. Еще раньше, во время министерства Дюрюи, восставал против распространения светских женских среднеучебных заведений.
Дюпанлу — автор многих статей, напечатанных во французских богословских журналах, и педагогических трактатов: «L'éducation» (1851), «La haute éducation intellectuelle» (1853), «La femme studieuse» (1863), «Lettres sur l'éducation des filles» (1879) и др., а также надгробных и торжественных речей. Под его покровительством венецианские лазаристы издали в 1878 г., в армянском тексте, с латинским переводом, найденные в их монастыре сочинения писателя-апологета начала II в., Аристида философа.
Среди его учеников был, в частности, Фредерик Годфруа.

## Образ в кино
- «Хромой дьявол» (Франция, 1948) — актёр Робер фавар